# Anthony Beauvillier
Anthony Jeremy Joseph Beauvillier (* 8. Juni 1997 in Sorel, Québec) ist ein kanadischer Eishockeyspieler, der seit März 2025 bei den Washington Capitals aus der National Hockey League (NHL) unter Vertrag steht. Zuvor verbrachte der linke Flügelstürmer knapp sieben Jahre bei den New York Islanders und spielte jeweils kurzzeitig bei den Vancouver Canucks, Chicago Blackhawks, Nashville Predators und Pittsburgh Penguins.

## Karriere

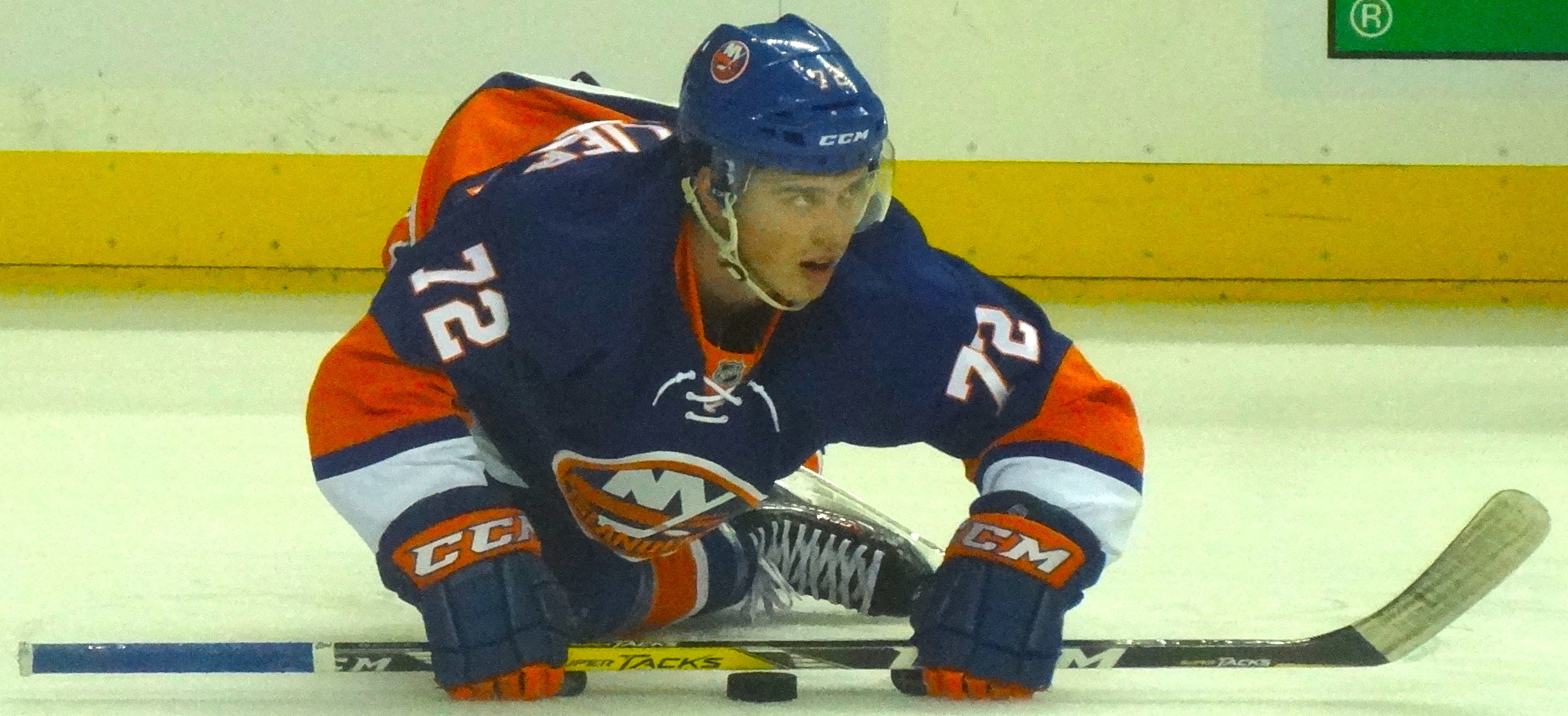
Beauvillier im Trikot der New York Islanders (2016)

Beauvillier spielte während seiner Juniorenzeit mit Beginn der Spielzeit 2013/14 bei den Cataractes de Shawinigan in der Ligue de hockey junior majeur du Québec (LHJMQ). Nach einem soliden Rookiejahr mit 33 Scorerpunkten schaffte der Stürmer in seinem zweiten Jahr mit 94 Punkten den Durchbruch. Damit war er nicht nur bester Scorer seines Teams, sondern auch Achtbester der gesamten Liga. Im Sommer wurde er im NHL Entry Draft 2015 in der ersten Runde an 28. Position von den New York Islanders aus der National Hockey League (NHL) ausgewählt, die ihn dann im folgenden Oktober unter Vertrag nahmen. Der Stürmer verblieb jedoch noch ein weiteres Jahr im Juniorenbereich.
Durch gute Leistungen im saisonvorbereitenden Trainingslager erarbeitete er sich einen Platz im Kader der Islanders zu Beginn der Spielzeit 2016/17 und feierte am 13. Oktober 2016 schließlich sein Pflichtspieldebüt in der NHL. Im weiteren Verlauf etablierte er sich als regelmäßiger Scorer in New Yorks Kader, sodass er im September 2021 einen neuen Dreijahresvertrag unterzeichnete, der ihm ein durchschnittliches Jahresgehalt von ca. 4,1 Millionen US-Dollar einbringen soll. Im Januar 2023 wurde Beauvillier jedoch samt Aatu Räty sowie einem Erstrunden-Wahlrecht im NHL Entry Draft 2023 an die Vancouver Canucks abgegeben, während Bo Horvat nach New York wechselte. Das Wahlrecht war Top-12-geschützt, hätte sich also um ein Jahr nach hinten verschoben, falls es sich unter den ersten zwölf Positionen befindet, was jedoch nicht geschah. Darüber hinaus übernahm Vancouver weiterhin ein Viertel von Horvats Gehalt.
Bereits nach zehn Monaten endete die Zeit des Franko-Kanadiers in Vancouver aber bereits wieder, als er Ende November 2023 im Tausch für ein konditionales Fünftrunden-Wahlrecht im NHL Entry Draft 2024 an die Chicago Blackhawks abgegeben wurde. Dort war er bis März 2024 aktiv, als er zu den Nashville Predators transferiert wurde, abermals für ein Fünftrunden-Wahlrecht im Draft 2024. Von dort wiederum wechselte er im Juli 2024 als Free Agent zu den Pittsburgh Penguins, die ihn im März 2025 im Tausch für ein Zweitrunden-Wahlrecht im NHL Entry Draft 2025 zu den Washington Capitals transferierten.

### International
Für sein Heimatland spielte Beauvillier bei der World U-17 Hockey Challenge 2014 und dem Ivan Hlinka Memorial Tournament 2014. Zudem spielte er für Kanada bei der U18-Junioren-Weltmeisterschaft 2015 und der U20-Junioren-Weltmeisterschaft 2016. Dabei gewann er beim Ivan Hlinka Memorial Tournament die Goldmedaille und bei der U18-Junioren-Weltmeisterschaft die Bronzemedaille.
Sein Debüt für die A-Nationalmannschaft gab Beauvillier im Rahmen der Weltmeisterschaft 2018 und belegte dort mit dem Team den vierten Platz.

## Erfolge und Auszeichnungen
- 2014 Goldmedaille beim Ivan Hlinka Memorial Tournament
- 2015 Teilnahme am CHL Top Prospects Game
- 2015 LHJMQ Second All-Star Team
- 2015 Bronzemedaille bei der U18-Junioren-Weltmeisterschaft

## Karrierestatistik
Stand: Ende der Saison 2024/25

### International
Vertrat Kanada bei:
| - World U-17 Hockey Challenge 2014 - Ivan Hlinka Memorial Tournament 2014 - U18-Junioren-Weltmeisterschaft 2015 | - U20-Junioren-Weltmeisterschaft 2016 - Weltmeisterschaft 2018 |

(Legende zur Spielerstatistik: Sp oder GP = absolvierte Spiele; T oder G = erzielte Tore; V oder A = erzielte Assists; Pkt oder Pts = erzielte Scorerpunkte; SM oder PIM = erhaltene Strafminuten; +/− = Plus/Minus-Bilanz; PP = erzielte Überzahltore; SH = erzielte Unterzahltore; GW = erzielte Siegtore; 1 Play-downs/Relegation; Kursiv: Statistik nicht vollständig)